# Arbujuelo
Arbujuelo es una localidad española del municipio de Medinaceli, perteneciente a la provincia de Soria, en la comunidad autónoma de Castilla y León.

## Geografía
Acceso por la autovía A-2 y la carretera autonómica SO-411, está enmarcado dentro de la Ruta del Cid, etapa 15: Maranchón–Medinaceli. La localidad está ubicada en la comarca de Arcos de Jalón y el partido judicial de Almazán. Sobre la colina en la que descansa la localidad se levantan los "Tolmos", dos monumentales colmillos de piedra.

## Historia
A la caída del Antiguo Régimen la localidad se constituyó en municipio constitucional en la región de Castilla la Vieja que en el censo de 1842 contaba con 19 hogares y 78 vecinos. A mediados del siglo XIX, el lugar, por entonces con ayuntamiento propio, tenía contabilizadas 23 casas. Aparece descrito en el segundo volumen del Diccionario geográfico-estadístico-histórico de España y sus posesiones de Ultramar de Pascual Madoz de la siguiente manera:

ARBUJUELO: l. con ayunt. de la prov. de Soria (13 1/2 leg.), part. jud. de Medinaceli (1), aud. terr. y c. g. de Búrgos (34), dióc. de Sigüenza (5): sit. en la ladera meridional y al pie de un cerro, circunvalado de otros que forman un estrecho valle húmedo y pantanoso con poca ventilacion, y batido únicamente por los vientos SE. y NO.: disfruta de un clima enfermizo: componen la pobl. 23 casas construidas de piedra y yeso, de poca capacidad y en muy buen estado; algunas se hallan inhabitadas; hay casa de. ayunt. bastante capaz, si bien en el esterior nada se diferencia de las demas; una escuela de instruccion primaria, á la que concurren 4 alumnos bajo la direccion de un maestro, que por este cargo y el de sacristan y secretario de ayunt., que tambien desempeña, percibe 18 fan. de trigo al año; y una igl. parr. dedicada á Ntra. Sra. de la Espectacion, servida por un cura, cuya vacante se provee por oposicion en concurso general: contiguo al pueblo se encuentra un pequeño é insignificante arroyuelo formado de las destilaciones que se desprenden de los cerros que le rodean, cuyas aguas no se aprovechan mas que para los usos domésticos y abrevar los ganados. Confina el térm. por N. con los de Lomeda y Medinaceli; por el E. con los de Ures, Velilla y Laina; por el S. con el de Benamira, y por el O. con los de Azcamellas y Medinaceli; su estensión diametral en todas direcciones es de 1/2 leg., y de 3 su circunferencia: el terreno contiene en su tolidad 1,780 fan., en esta forma: 100 de primera calidad, 200 de segunda y 50 de tercera; lo restante es montuoso é inculto, que solo prod. pastos para los ganados: parten de este pueblo 8 caminos que conducen á Medinaceli, Lomeda, Velilla, Luzon, Villaseca, Ures y Azcamellas; todos son de herradura, en muy mal estado, é intransitables en tiempo de lluvias y nieves: recibe la correspondencia de la adm. de Medinaceli por medio cualquier vec. que la casualidad ó sus negocios conducen á dicho punto: prod.: trigo, cebada, avena, patatas, judias y otras legumbres, hortaliza, cánamo, miel y cera: hay ganado lanar y vacuno; y caza de perdices, palomas, liebres y algun conejo: pobl.: 19 vec., 78 alm.: cap. imp.: 171,191 rs.: prod.: 15,820 rs. 20 mrs.: el presupuesto municipal, que asciende á 180 rs. se cubre con el prod. de los pastos y el importe de la conduccion del vino, y en caso de resultar déficit por reparto vecinal.
(Madoz, 1845, p. 464)

A mediados del siglo XIX este municipio desapareció al integrarse en el término municipal de Velilla de Medinaceli. Posteriormente se integró en el municipio de Medinaceli.

## Demografía
En el año 1981 contaba con 18 habitantes, concentrados en el núcleo principal, pasando a 10 en 2010.
| Gráfica de evolución demográfica de Arbujuelo entre 2000 y 2010                                  |
|                                                                                                  |
| Población de derecho (2000-2010) según los censos de población del INE a 1 de enero de cada año. |

## Patrimonio
- Iglesia parroquial católica de la Nuestra Señora de la Expectación.[4]